# Братья Дидерихс
«Братья Дидерихс» (фр. «Diederichs Frères») — (Старейшая российская паровая фортепианная фабрика «Братья Р. и А. Дидерихс»; Торговый дом «Братья Р. и А. Дидерихс»), одна из старейших российских фортепианных фирм, существовала в Санкт-Петербурге в 1878–1918 гг. Её открыли Роберт Карл (Роман, Роберт Фёдорович) (1838–1893) и Андрей Фёдорович Дидерихсы (1838–1904), сыновья фортепианного мастера Иоганна Фридриха (Фёдора Фёдоровича) Дидерихса (1779–1846), основателя фортепианной фирмы F. Diederichs.

## История
Конец 1779—1809
Иоганн Фридрих Дидерихс родился 28 октября 1779 г. в немецком городе Брауншвейг (Нижняя Саксония). В конце XVIII – начале XIX вв. Ф. Дидерихс оказался в Геттингене, который прославился производством музыкальных инструментов. Подмастерье Дидерихс мог получить работу у одного из конкурировавших между собой геттингенских мастеров: И.П. Кремера, двух его сыновей — И.К.Ф. Кремера и Г.А. Кремера, сводного брата И.З.Т. Кремера, мастеров И.Б. Айзенбрандта, И.Ф. Бойе, И.Г. Циглера, Г.В. Ритмюллера или А.Л. Брейлинга. 
В 1808 г. Ф. Дидерихс прибыл в Санкт-Петербург из Гёттингена и поступил подмастерьем в одну из фортепианных мастерских.  

##### 1810—1828
В 1810 г., получив диплом фортепианного мастера и записавшись в музыкальный цех ведомства немецкой ремесленной управы, Ф. Дидерихс открыл собственную ремесленную мастерскую с одним рабочим, располагавшуюся в доме камергера И. С. Лаваля на углу 2-й линии и Среднего проспекта Васильевского острова № 47/ 13 (ныне дом № 41). Статистические сведения об объёме производства Дидерихса, количестве рабочих и обороте за начальные годы работы неизвестны. Утверждение о 30 работниках в 1822 г. говорит о быстром развитии дела и большой мастерской.
Считается, что первые инструменты работы Дидерихса представляли собой образцы венской фортепианостроительной школы, отличаясь удлинённым корпусом с прямым расположением струн и металлической пластиной для крепления концов струн, уменьшенным числом распорок корпуса и "венской" подбрасывающей механикой. 

##### 1829—1832
На 1-й Всероссийской мануфактурной выставке (1829) Ф. Ф. Дидерихс представил четырёхугольное фортепиано своего изготовления, но награды не получил. Эксперты писали, что «Фортепиано Дитрихсена работы хорошей и прочной; только для игры туш тяжёл; почему и причисляем во второй разряд, изъясняя однакоже, что сей инструмент стоит дороже назначенной ему цены 500 рублей» (Описание ... . С. 273). Указание на «тяжёлый туш» фортепиано Ф. Ф. Дидерихса может свидетельствовать о том, что он выпускал инструменты, продолжающие традицию английской фортепианостроительной школы, более подходящие для концертных выступлений, популярность которых только набирала силу в петербургских музыкальных кругах. Участие в 4-й Всероссийской мануфактурной выставке (1835) принесло Ф. Ф. Дидерихсу награду – «Публичную похвалу и одобрение» за рояль и четырёхугольное фортепиано, в конструкцию которых он начиная с 1832 г. ввёл новый вид колков (вирбелей) с отверстиями для струны, а также особый способ крепления заднего конца струны без петли (т. н. двойные струны), которые с тех пор используются в конструкции большинства современных фортепиано.
1833-1846
В середине 1830-х гг. Ф. Ф. Дидерихс приступил к расширению производства, купил деревянный дом на Петроградской стороне, записался во временные купцы 3-й гильдии и преобразовал свое ремесленное заведение в фабричное. Он остался цеховым мастером, но как купец 3-й гильдии имел право нанять не более 32 работников. Двойственное положение вынуждало Дидерихса платить как купеческие, так и ремесленные налоги, и в 1840 г. он взял ссуду под залог имущества. За перестройку трёхэтажного каменного дома на Васильевском острове в 1840 г. взялся архитектор A. M. Болотов. Им была увеличена протяжённость здания по 2-й линии, надстроен 4-й этаж, во дворе построен четырёхэтажный флигель. Эти работы позволили увеличить не только производственные помещения для мастерской, но и количество сдаваемых в аренду квартир.
На выставке 1835 г. Дидерихс за рояль и четырехугольное фортепиано был удостоен награды в виде «Публичной похвалы», которую получали «те из фабрикантов, коим назначена медаль за какое-либо изделие, между тем как и в другом каком роде изделия их признаны отличными; а также и те, коих изделия хотя и обратили на себя внимание, но к совершенству коих не доставало некоторых качеств» 
В 1846 году Ф.Дидерихс скончался.

##### 1846—1878
После смерти Ф. Ф. Дидерихса 29 июля (10 августа) 1846 г. его вдова Екатерина Андреевна Дидерихс (1804–1879) осталась с 9 несовершеннолетними детьми и заложенными за долги домом на Васильевском острове и землей. По завещанию мужа ей досталось все движимое имущество (оборудование мастерской, готовые и находящиеся в работе фортепиано, мебель и т.д.), а недвижимое имущество в равных долях делилось между вдовой и всеми детьми. Семье остались и долги мастера.
Е. А. Дидерихс в 1846 г. продолжила дело мужа с помощью старшей дочери Каролины Фёдоровны (1826–1893), выпуская рояли и четырехугольные фортепиано под именем «F. Diederichs». Чтобы расплатиться с долгами, вдове пришлось взять новую ссуду в 30 тыс. рублей серебром, выплатить которую удалось в 1856 г. Несмотря на то, что за время руководства Е. А. Дидерихс был освоен выпуск пианино, производство не расширялось, выпуск инструментов оставался относительно небольшим, изделия не отправлялись на выставки, а значительную часть доходов семьи составляла сдача квартир в аренду. 
Согласно официальной версии, Е. А. Дидерихс в 1866 или 1868 г. передала управление сыну Роберту Фёдоровичу, что не подтверждается историческими источниками.  По крайней мере до 1878 г. Е. А. Дидерихс оставалась единоличной владелицей ремесленного (а не фабричного) предприятия, выпускала рояли и пианино, а также поставляла части инструментов для мастерской Р. Ф. Дидерихса. После ее смерти в 1878 г. мастерская закрылась и производство фортепиано под именем «F. Diederichs» прекратилось.
1865-1878
В 1865 г., после получения диплома фортепианного мастера, четвертый сын Дидерихсов Роберт (Роман) Карл Фёдорович (1838-1893) открыл в С.-Петербурге ссобственную фортепианную мастерскую, называя свое заведение продолжением дела отца – фабрики «Ф. Дидерихс», основанной, по его мнению, в 1811 г. 
К 1865 г. восемью рабочими мастерской Р. Ф. Дидерихса выпускалось 10–15 кабинетных и концертных роялей в год на сумму 6 тыс. рублей. 
На 5-й Московской мануфактурной выставке (1865) концертный рояль ценой в 600 рублей был отнесён экспертами к 4-му разряду и никаких наград не получил.
Р. Ф. Дидерихс постепенно увеличивал производство и к 1870 г. у него было уже 14 рабочих. Используя детали фортепиано, которые изготавливали 10 рабочих из мастерской его матери, ему удалось наладить выпуск 40–50 инструментов в год. Такая система организации работ позволяла Р. Ф. Дидерихсу оставаться в статусе ремесленного мастера и избегать двойного налогообложения, т. е. не платить купеческие налоги.
На 14-й Всероссийской мануфактурной выставке (1870) Р. Ф. Дидерихс снова представил концертный рояль, облицованный палисандровым деревом, с перекрёстными струнами, т. н. «американской конструкции», ценой в 750 рублей, за который получил награду — «Почётный отзыв». Началась подготовка к организации фабричного производства: перестройка дома увеличила производственные помещения, семья записалась в купеческое сословие. В 1875 г. Р. Ф. Дидерихс привлёк к производству прибалтийского уроженца Фрица Франца Егоровича Кальнинга, который обучался фортепианному делу в России.

##### 1878—1881
В 1878 г. Р. Ф. Дидерихс, при значительном финансовом участии младшего брата, Андрея Фёдоровича Дидерихса (1840–1903), основал «Полное товарищество братьев Р. и А. Дидерихс» с принадлежащей им в равных долях новой фортепианной фабрикой, построенной на земельном участке А. Ф. Дидерихса на 13-й линии Васильевского острова. Ответственным за производство стал Р. Ф. Дидерихс, за торговлю – А. Ф. Дидерихс, главный мастер и конструктор фортепиано – Ф. Е. Кальнинг.  По их утверждению, фабрика являлась продолжением фирмы Ф. Ф. Дидерихса и была «первой в России», но в Петербурге уже с начала 1810-х гг. существовали фортепианные фабрики И. А. Тишнера и Г. Г. Фэйверьера, а фирма F. Diederichs приняла форму фабричного производства не ранее первой половины 1830-х гг. Главный магазин и контора были открыты на Владимирском проспекте, д. 8, в доме Ф. С. Вебера, тестя А. Ф. Дидерихса. К концу года на фабрике работали 60 человек, которые вручную, без машин, изготавливали «рояли разного сорта» на сумму 20 тыс. рублей. В 1879 г. начался выпуск кабинетных, салонных и концертных роялей, а также прямострунных и перекрёстнострунных пианино с медными аграфами и металлическими досками, заменявшими раму. 
К 1881 г. на соседнем участке № 62 (позже – № 78), было построено новое здание фабрики, установлена паровая машина, выпуск составил 200 роялей и пианино на сумму 60 тыс. рублей силами 55 рабочих.

##### 1882—1893
В истории фабрики этот период останется периодом безусловных успехов.
С 1882 года Дидерихсы предлагают вниманию потребителей концертные рояли так называемой «американской конструкции» с клавиатурой в 7 и 1/4 октав, оснащённые перекрёстными струнами и улучшенным механизмом двойной репетиции, ранее (1823) предложенным известным фортепианным мастером Себастьеном Эраром (1752—1831), действие общемирового патента на который заканчивается в 1881 году.
Модернизация фабрики, расширение ассортимента предлагаемой потребителю продукции и неустанный контроль качества производимых инструментов не могли не дать результата, что вылилось в значительное количество призовых мест, полученных на многочисленных выставках, проведённых в Европе и России, где за следующее десятилетие были представлены музыкальные инструменты фабрики «Братья Дидерихс».
Летом 1882 года «Братья Дидерихс» выставили на Всероссийской промышленно-художественной выставке в Москве несколько роялей, оценку которым, среди прочих, дал журнал «Музыкальный мир», который написал об инструментах «хорошего, полного тона, в которых виден большой успех производства». За представленные на выставке кабинетный, салонный и два концертных рояля разных размеров, а также пианино с богато декорированным корпусом, фабрика была награждена серебряной медалью. Посетители были удивлены тем, что «Братья Р. и А. Дидерихс» считали себя старейшим предприятием, поскольку их инструменты не были широко известны публике.
На Рижской ремесленной выставке (1883) фабрика представила 2 концертных, салонный и кабинетный рояли с перекрёстными струнами, с оклеенными замшей дискантовыми молоточками. Эксперты отметили, что фабрика идет в ногу со временем, но дороговизна богато оформленных концертных роялей (1300 и 1500 рублей), отсутствие полного, округлого и далеко летящего звука, а также не совсем удобная манера игры не получили их одобрения. Жюри отметило салонный рояль ценой 750 рублей и наградило его за прочную конструкцию и приятный звук серебряной медалью министерства финансов. 
На Международной амстердамской колониальной выставке (1883) «Братья Р. и А. Дидерихс» были единственной русской фирмой, представившей фортепиано. Эксперты наградили её серебряной медалью и отметили, что концертный рояль с корпусом, украшенным позолоченной гравировкой, обладал мощным и приятным тембром и насыщенным басом, а все детали механизма были изготовлены и собраны с невероятной точностью.
На Всемирной выставке в Ницце в 1884 г. фирма «Братья Р. и А. Дидерихс» также была единственной русской фортепианной фабрикой. Выставленный ими большой концертный рояль обратил на себя внимание как внешним оформлением, так и тембром, сильно пострадавшим из-за поломки штега. Срочный ремонт исправил положение, и рояль получил Большую золотую медаль. Жюри выставки, узнав о вкладе в производство главного мастера и управляющего фабрикой Ф. Е. Кальнинга, посчитало необходимым наградить его серебряной медалью.
На Международной выставке изобретений в Лондоне (1885) фирма получила бронзовую медаль за «хорошее качество фортепиано», а в России писали, что концертные рояли фирмы «уже стали появляться на концертных эстрадах, вытесняя постепенно иностранные инструменты таких фирм, каковы: Бехштейн и Стейнвей»
В 1885 году количество занятых на производстве работников составляло 100 человек.
К началу 1890-х гг. на фабрике выпускалось 11 видов фортепиано: 4 модели пианино, 3 модели кабинетных, 2 модели салонных, и 2 модели концертных роялей .
В августе 1893 года скончался Роберт Фёдорович Дидерихс.

##### 1894—1899
После смерти Р. Ф. Дидерихса в 1893 г., к 1896 г. А. Ф. Дидерихс выкупил долю в фирме у вдовы брата и его детей.
К 1894 г. фирма открыла представительства в Москве, Одессе, Тифлисе (ныне Тбилиси), Риге, Казани, поэтому к середине 1890-х гг. вновь встал вопрос о расширении фабрики, были начаты надстройка двухэтажного здания и строительство нового корпуса и жилья для мастеров и рабочих.
В 1895 году Андреас Фёдорович начал полную реконструкцию фабрики. Основной производственный корпус подвергся капитальной перестройке, установлена новая отопительная система и подъёмная машина. Мощность парового двигателя была удвоена и составила теперь 12 л. с. Кроме того, в это время был возведен ряд дополнительных помещений, сараев и навесов для хранения материалов.
Техническим директором был назначен высококвалифицированный мастер фортепианного производства, опытный Ф. Е. Кальнинг (Kalning, Franz).

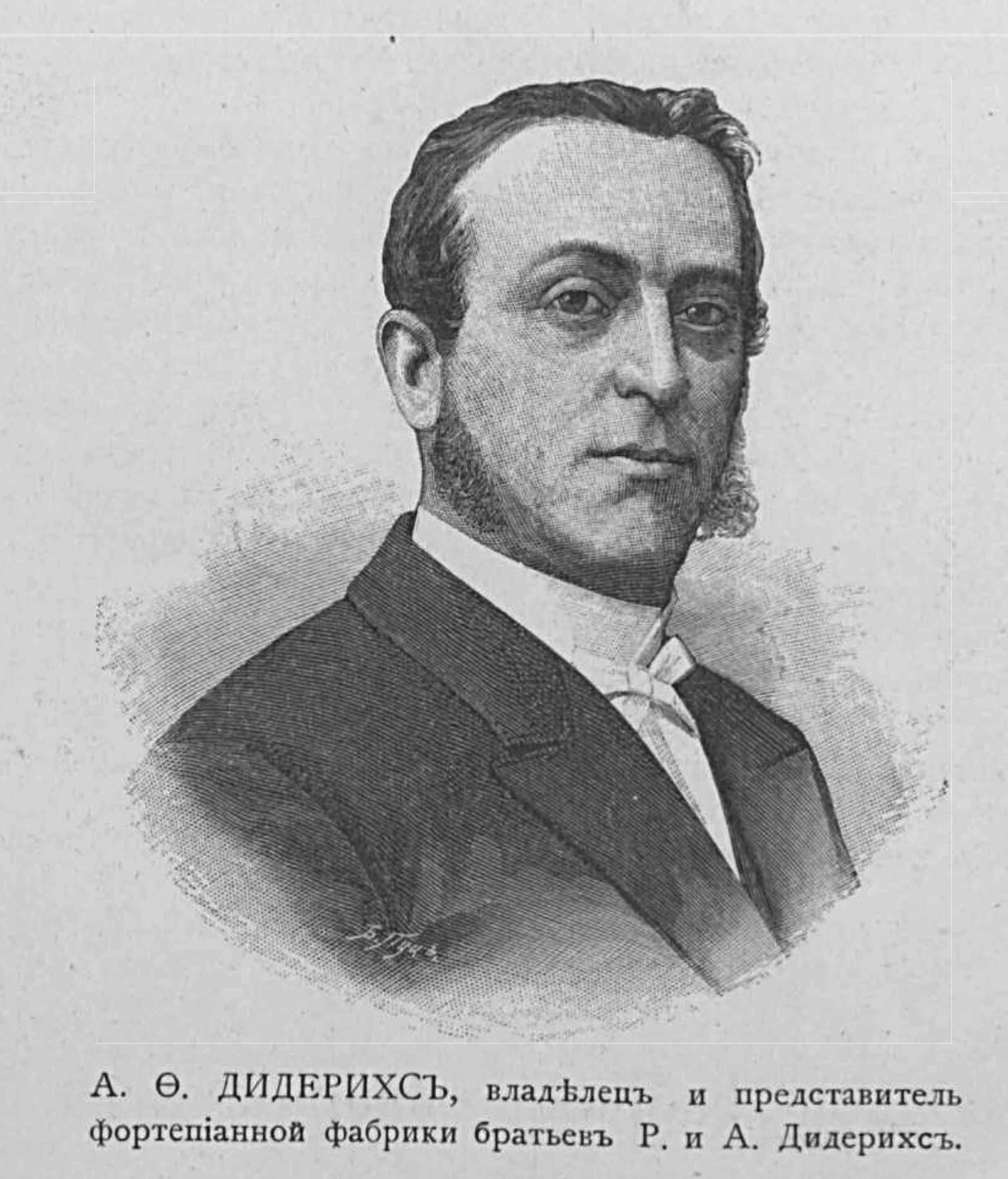
Дидерихс Андрей Федорович

В 1896 году на Всероссийской промышленной выставке в Нижнем Новгороде за заслуги в развитии отечественной промышленности фабрика получила высшую награду — Государственный гербовый знак. Успех способствовал значительному увеличению спроса на инструменты и расширение производства продолжилось. В том же году было завершено строительство нового четырёхэтажного корпуса.
В результате преобразований годовая производительность фабрики выросла втрое — с 200 роялей и пианино в 1893 году до 600 в 1899 году. Усреднённая отпускная цена понизилась, тем более, что фабрика ориентировалась на выпуск инструментов для массовой, непрофессиональной аудитории потребителей.

##### 1900—1910
На Всемирной промышленной выставке в Париже в 1900 году инструмент фабрики был удостоен Гран-при, а А. Ф. Дидерихс — награждён орденом.
Андреас Максимилиан Федорович скончался 25 марта 1903 года, во время посещения фабрики музыкальных инструментов «Наследники Л. Г. Адлер» в Ростове-на-Дону.
После смерти А. Ф. Дидерихса хозяйкой фабрики стала его супруга Анна Фёдоровна (Анна Элизабет Вебер). 
В 1908 г. А. Ф. Дидерихс зарегистрировала товарищество на вере «Торговый дом “Братья Р. и А. Дидерихс”», сохранив за собой 90 % акций. Обязанности управляющего фабрикой взял на себя сын Ф. А. Дидерихс, его брат А. А. Дидерихс занимался коммерческой стороной дела и сбытом инструментов в Санкт-Петербурге и других городах России, Ф. Е. Кальнинг оставался заведующим технической частью. 
В конце 1909 г. А. А. Дидерихс покинул фирму и стал единственным представителем в России берлинской фирмы C. Bechstein, одновременно занимаясь наследством своей жены – фирмой музыкальных инструментов «Наследники Л. Г. Адлер». Коммерческие дела перешли к младшему брату, архитектору Р. А. Дидерихсу. 
А. А. Дидерихс проводил активную деятельность по организации фортепианных и симфонических музыкальных вечеров и вокально-инструментальных концертов в Санкт-Петербурге, в которых часто принимал личное участие, ведая ангажементом. Считается, что по его инициативе при фабрике было создано концертное бюро, делами которого заведовал Ф. А. Дидерихс.

##### 1911—1917
В 1911 году на фабрике Дидерихсов отмечали круглую дату — со времени производства первого рояля под этой маркой прошло 100 лет.
В ознаменование юбилея, в Малом зале Петербургской консерватории был проведён Всероссийский конкурс пианистов, в котором приняли участие свыше 50 исполнителей со всех уголков Российской Империи.
Председателем жюри был назначен директор Петербургской консерватории, профессор А. К. Глазунов, композитор и дирижёр, ученик  Н. А. Римского-Корсакова.
Конкурс завершился победой 26-ти летнего польского пианиста, ученика Анны Есиповой и Ферруччо Бузони, а в дальнейшем — профессора Киевской консерватории и мировой знаменитости Юзефа Турчинского.
В 1913 году годовой выпуск роялей и пианино на фабрике составил 300 штук, при общем выпуске в Российской Империи за этот год — 13,530 шт. Число занятых на производстве Дидерихсов работников в том же году — 150 человек.
В 1914 году Россия вступает в Первую мировую войну, и за следующие три года производство на фабрике приходится заметно сократить.
К 1917 году на фабрике работало только 27 человек, и из-за полного прекращения торговли оптом и в розницу, аннулирования ранее размещенных заказов и истощения денежных средств 6 апреля 1918 года фабрика «Братья Дидерихс» была закрыта.
Общее количество выпущенных роялей и пианино за всё время существования мастерских и фабрики «Дидерихс» составило менее 18,000 штук.
1918-1922
После революции фирма была вынуждена сдавать в аренду производственные помещения, а 3 апреля 1918 г. Р. А. Дидерихс закрыл предприятие из-за полного отсутствия оптовой и розничной продаж, заказов и истощения денежных средств.
В феврале 1922 г. Р. А. Дидерихс пытался арендовать национализированную фабрику и возобновить выпуск фортепиано. Сохранившихся запасов древесины хватало на год производства, однако отсутствие импортных деталей и невозможность их закупки в Западной Европе, а также препятствия со стороны отраслевых чиновников разрушили эти планы.

## Награды
- 1882 Всероссийская промышленно-художественная выставка под патронажем Императора России Александра III, Москва, Российская Империя. Серебряная медаль.
- 1883 Ремёсленная выставка под патронажем Императора России Александра III, Рига, Российская Империя. Серебряная медаль.
- 1883 Международная выставка, Амстердам, Голландия, Серебряная медаль.
- 1884 Международная выставка, Ницца, Франция. Золотая медаль.
- 1885 Ремесленная выставка под патронажем Императора России Александра III, СПБ, Россия. Золотая медаль «За трудолюбие и искусство».
- 1885 Международная Универсальная выставка под патронажем Короля Бельгии Леопольда II, Антверпен, Бельгия. Золотая медаль.
- 1885 Международная выставка инноваций, Лондон, Британская Империя. Бронзовая медаль.
- 1896 Всероссийская промышленная выставка, Нижний Новгород, Российская Империя. Государственный гербовый знак.
- 1900 Всемирная Парижская Выставка, Париж, Франция. Гран-при и Большая золотая медаль.